# كرايغ لونش
كرايغ لونش (بالإنجليزية: Craig Lynch)‏ (25 مارس 1992 في المملكة المتحدة - ) هو لاعب كرة قدم بريطاني في مركز الهجوم. لعب مع نادي روتشديل ونادي سندرلاند ونادي هارتلبول يونايتد ونادي بليث سبارتانز وسبنيمور تاون ‏.

## وصلات خارجية
- كرايغ لونش على موقع قاعدة بيانات كرة القدم.إي يو (الإنجليزية)
- كرايغ لونش على موقع Soccerbase.com (لاعب) (الإنجليزية)
- كرايغ لونش على موقع عالم كرة القدم.نت (الإنجليزية)
- كرايغ لونش على موقع AS.com (الإسبانية)